# 후지 TV 토요드라마
후지 TV 토요드라마(일본어: 土曜ドラマ)는 2007년 4월 14일부터 2010년 5월 8일까지 일본의 후지TV 계열로 매주 토요일에 방송되었던 텔레비전 드라마 시간대이다.
이후 약 2년 만에 토드라(일본어: 土ドラ)로 드라마 시간대가 부활하였다.

## 작품 목록

### 1기

#### 2007년
- 《라이어 게임》 : (4월 14일 ~ 6월 23일, 주연: 토다 에리카, 마츠다 쇼타)
- 《라이프》 : (6월 30일 ~ 9월 15일, 주연: 키타노 키이)
- 《플라이트 패닉》 : (10월 20일, 주연: 오카타 요시노리)
- 《SP》 : (11월 3일 ~ 1월 26일(2008년), 주연: 오카다 준이치)

#### 2008년
- 《로스:타임:라이프》 : (2월 2일 ~ 4월 19일)
- 《81 다이버》 : (5월 3일 ~ 7월 19일, 주연: 미조바타 준페이, 나카 리이사)
- 《33분 탐정》 : (8월 2일 ~ 9월 27일, 주연: 도모토 쯔요시)
- 《Room Of King》 : (10월 4일 ~ 11월 29일, 주연: 미즈시마 히로, 스즈키 안)
- 《붉은 실》 : (12월 6일 ~ 2월 28일, 주연: 미나미사와 나오, 미조바타 준페이)

#### 2009년
- 《docomo 드라마 스페셜 "찬스! ~그녀가 성공한 이유~"》 : (3월 7일 ~ 3월 14일, 주연: 호리키타 마키)
- 《돌아온 33분 탐정》 : (3월 28일 ~ 4월 18일, 주연: 도모토 쯔요시)
- 《마녀 재판》 : (4월 25일 ~ 7월 11일, 주연: 이쿠타 토마)
- 《오토멘 -여름-》 : (8월 1일 ~ 9월 26일, 주연: 오카다 마사키, 카호)
- 《터미네이터 : 사라 코너 연대기》 (10월 17일 ~ 5월 8일(2010년), 해외 드라마 방영)

## 같이 보기
- 후지 TV 월요일 밤 9시 드라마
- 후지 TV 화요일 밤 9시 드라마
- 간사이 TV 화요일 밤 10시 드라마
- 후지 TV 목요극장
- 후지 TV 토드라
- 후지 TV 드라마틱 선데이